# Sonargaon
Sonargaon (en bengali : সোনারগাঁও) est une upazila du Bangladesh dans le district de Narayanganj. En 1991, on y dénombrait 261 881 habitants.
Sonargaon est l'une des anciennes capitales de la région historique du Bengale et était un centre administratif du sultanat du Bengale.